# Waco CG-15
«Вако» CG-15 (англ. Waco CG-15) — американський військово-транспортний планер часів Другої світової війни, який став подальшим розвитком десантного планера CG-4.

## Зміст
Waco CG-15А — подальший розвиток планера CG-4, тільки з більш містким вантажним відсіком, в якому можна було розмістити до 15 десантників. Завдяки деяким поліпшенням у конструкції швидкість буксирування планера підвищилася до 290 км/год.
У 1943 році був підписаний контракт на виробництво 1 000 одиниць CG-15A. До кінця війни було випущено 473 примірники планера. Два планери були передані до ВМС, де вони отримали позначення XLR2W-1. Ще один екземпляр був переобладнаний у 1945 році в мотопланер XPG-3 з двома двигунами Jacobs R-755-9.